# Ağabağı
Ağabağı è un comune dell'Azerbaigian situato nel distretto di Zərdab. Conta una popolazione di 442 abitanti.